# آشپزی مدیترانه‌ای

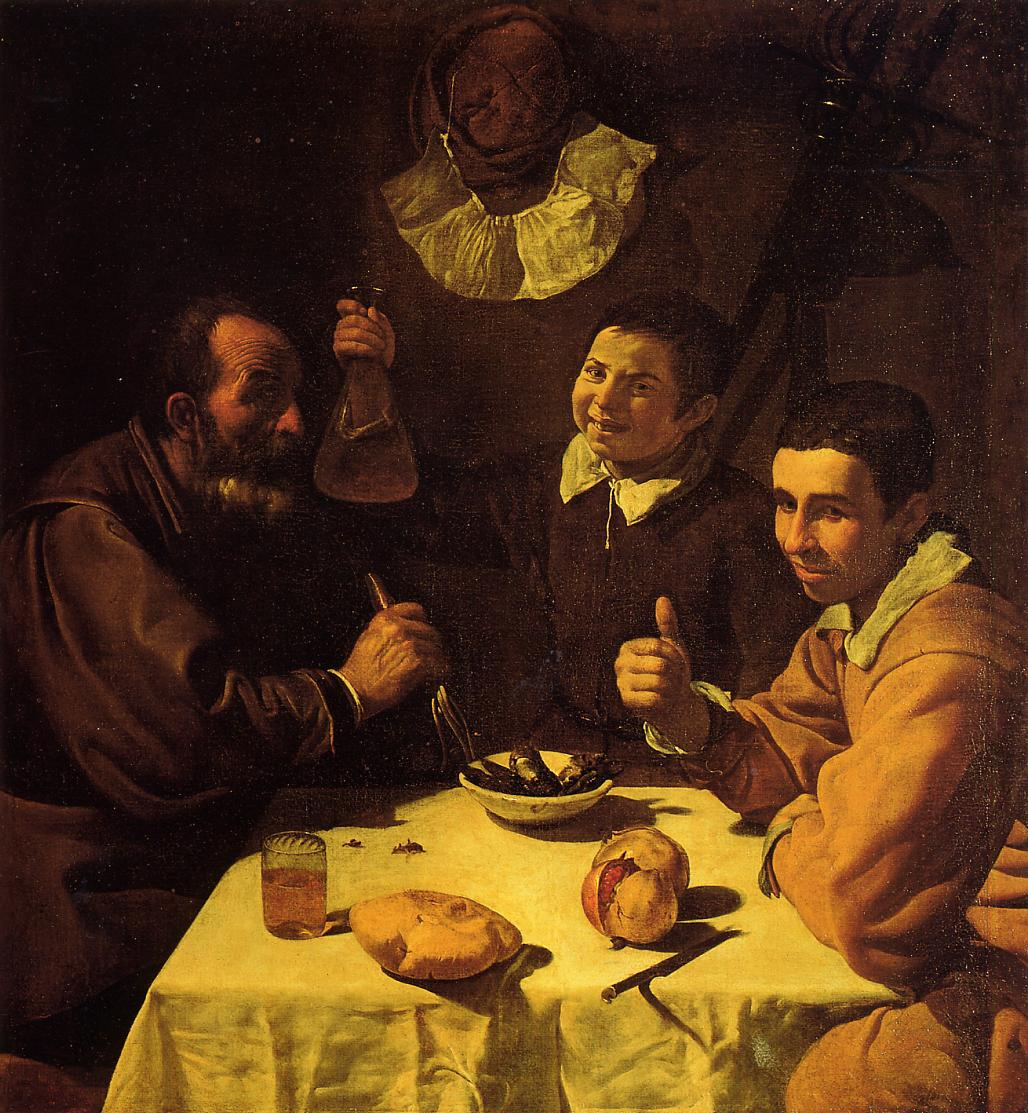
نان، شراب و میوه: ناهار اثر دیه‌گو ولاسکس. ۱۶۱۷

آشپزی مدیترانه‌ای، غذا و روش‌های آماده‌سازی است که توسط مردم حوزه مدیترانه استفاده می‌شود. ایده غذاهای مدیترانه ای از کتاب الیزابت دیوید، نویسنده آشپزی، کتابی از غذاهای مدیترانه ای (۱۹۵۰) سرچشمه می‌گیرد و توسط سایر نویسندگانی که به زبان انگلیسی کار می‌کردند تقویت شد.
بسیاری از نویسندگان سه عنصر اصلی این آشپزی را زیتون، گندم و انگور تعریف می‌کنند که روغن زیتون، نان و ماکارونی و شراب تولید می‌کند. سایر نویسندگان انکار می‌کنند که غذاهای بسیار متنوع حوزه مدیترانه اصلاً یک سبک آشپزی را تشکیل می‌دهند. یک تعریف رایج از منطقه جغرافیایی تحت پوشش، که توسط دیوید ارائه شده‌است، از پخش درخت زیتون پیروی می‌کند.
این منطقه طیف گسترده‌ای از فرهنگ‌ها با غذاهای متمایز را در بر می‌گیرد، به ویژه مغربی، مصری، شامی، عثمانی (ترکی)، یونانی، ایتالیایی، فرانسوی(پروانسالی) و اسپانیایی، اگرچه برخی از نویسندگان آشپزی‌های دیگری نیز شامل می‌کنند. غذاهای پرتغالی، به ویژه، تا حدودی در طبع مدیترانه‌ای است.
ارتباطات تاریخی منطقه و همچنین تأثیر دریای مدیترانه بر اقلیم و اقتصاد منطقه به این معنی است که این غذاها غذاهایی فراتر از سه‌گانه اصلی روغن، نان و شراب، مانند گوشت بره یا گوسفند کبابی، خورش‌های گوشتی مشترک دارند. با سبزیجات و گوجه فرنگی (به عنوان مثال، آنراخوس اسپانیایی)، خورش سبزیجات (راتاتویی پرووانسی، پیستوی اسپانیایی، سیامبوتا ایتالیایی)، و قلیه ماهی پخته شده نمکی، بوتارگا، که در سراسر منطقه یافت می‌شود. در بسیاری از کشورهای اطراف دریای مدیترانه نوشیدنی تقطیری مبتنی بر بادیان نوشیده می‌شود.
پخت و پز این منطقه را نباید با رژیم غذایی مدیترانه‌ای اشتباه گرفت، زیرا به دلیل فواید ظاهری رژیم غذایی سرشار از روغن زیتون، گندم و سایر غلات، میوه‌ها، سبزیجات و مقدار معینی از غذاهای دریایی، اما گوشت و لبنیات کم، محبوبیت زیادی پیدا کرده‌است. غذاهای مدیترانه‌ای شامل روش‌هایی است که با این مواد و سایر مواد، از جمله گوشت، در آشپزخانه برخورد می‌شود، چه سلامت بخش باشند و چه نباشند.